# Hemicyclops elongatus
Hemicyclops elongatus är en kräftdjursart som beskrevs av Wilson 1937. Hemicyclops elongatus ingår i släktet Hemicyclops och familjen Clausidiidae. Inga underarter finns listade i Catalogue of Life.